# Bernard Makuza
Bernard Makuza (ur. 1961) – polityk rwandyjski. Premier kraju od 8 marca 2000 do 7 października 2011.